# Leuctra ravizzai
Leuctra ravizzai is een steenvlieg uit de familie naaldsteenvliegen (Leuctridae). De wetenschappelijke naam van de soort is voor het eerst geldig gepubliceerd in 1994 door Ravizza-Dematteis & Vinçon.